# Batalla de Tescua
La batalla de Tescua fue un enfrentamiento militar librado en el contexto de la Guerra de los Supremos en 1841. Se enfrentaron las fuerzas leales al gobierno y los rebeldes, con victoria de las primeras.

## Antecedentes

### Situación en la costa
En 1840 había estallado en la República de la Nueva Granada una guerra civil entre los partidarios del centralismo y del federalismo. A esto se unían causas económicas: «las oligarquías no son monolíticas, sino que constituyen coaliciones inestables o son sectores que compiten entre sí, pero que se alían periódicamente para defender sus intereses de clase». En este caso los comerciantes costeños quisieron afianzar el poder conseguir durante la independencia y hacerse con las rentas de las aduanas, desafiando a la élite del interior. Lo cierto es que los puertos de Santa Marta, Barranquilla, Cartagena de Indias y Mompós habían crecido económicamente y sus élites estaban bien formadas, pudiendo articularse política y militarmente mucho mejor que las de otras regiones y conseguir contactos con franceses, británicos y estadounidenses.
Las diversas facciones políticas, antecedentes de los futuros partidos, eran dirigidas por gamonales o caciques. Este faccionalismo, originado en rencillas comunales, familiares y hasta personales, fue la base de la violencia política en las ciudades (y que luego se transmitió a los campos).
En cuanto a los artesanos, estos se unieron en gran número a los revolucionarios, siguiendo el ejemplo del general y diputado local, Juan José Nieto. Lo cierto es que, en los años anteriores, por la acción de cónsules y agentes extranjeros, habían entrado gran cantidad de productos manufacturados europeos mucho más baratos a pesar del proteccionismo oficial.

### Rebelión de Ciénaga
El 11 de octubre de ese año se alzó en Ciénaga el general venezolano Francisco Carmona con 300 seguidores. De inmediato envió una carta a la vecina Santa Marta exigiéndole a sus habitantes unirse a su movimiento, lo que generó gran indignación, llegando el gobernador local, Pedro Díaz Granados, a considerar marchar contra él, pero temerosos el gobernador, los oficiales de la guarnición local y el cabildo de las fuerzas rebeldes, prefirieron la sumisión tres días después.
Después de esto, Carmona proclamó el «Estado Soberano de Manzanares». Pronto se unió a Cibeles, Riohacha, Cartagena de Indias y Mompós para formar una federación independiente del resto de la Nueva Granada. También se le sumaron Manuel Murillo Toro en Santa Marta y Rafael Núñez en Cartagena. Entre sus exigencias estaban limitaciones a la venta de sal del interior (los comerciantes costeños eran especuladores), abrir el puerto de Sabanilla al comercio internacional y permitir la libre navegación nacional y extranjera en el Magdalena.

### Mompós
Carmona y su tropa empezaron a remontar el Magdalena para ir hacia Santander, siendo recibidos con jolgorios por numerosos pueblos, aunque en Mompós muchos aldeanos huyeron de sus casas después que se proclamara el «Estado Soberano de Mompós» el 22 de octubre, y se llamara a reunir una asamblea nacional para determinar la mejor organización política posible, quedando Tomás Germán Ribón como jefe político y el teniente coronel Pedro Peña como jefe militar. Sin embargo, ese levantamiento fue considerado demasiado moderado por Carmona y Nieto, que convencieron al comandante José Padrón de exigir una declaración clara de Germán Ribón a favor del federalismo el 13 de noviembre, lo que se consiguió tras la renuncia de este último en una asamblea celebrada en la iglesia local. Se le reemplazó con Francisco Martínez Troncoso y se declaró nuevo jefe militar a José María Gutiérrez de Piñeres, hermano del cabecilla revolucionario de Cartagena. Ese mismo día Peña huyó a Ocaña y Germán Ribón y otros terratenientes fueron encarcelados.

## Batalla

### Campaña
Su «Ejército Unido de los Estados federales de la Costa» se componía de terratenientes, comerciantes, vecinos libres pero pobres de Barlovento, aparceros de Corozal, artesanos de Cartagena y Mompós, pescadores de Puertoviejo, indios de Bonda y Mamatoco y regimientos de soldados profesionales de la costa y Ocaña. Se estuvo reorganizando hasta el 11 de febrero de 1841 cuando fueron a Puerto Nacional en una gran flotilla de champanes y balsas, posteriormente subirían hasta Ocaña.
Se organizaba en los batallones Restauradores (coronel Agapito Labarcés), de Mompós (coronel Francisco de Paula Buitrago), 3º de Cartagena con el escuadrón Glorioso (coronel Ramón Acevedo), milicias de los cantones de Barlovento, artilleros de Cartagena, 200 jinetes se las sabanas de Corozal (aunque sin armas) y 285 reclutas “voluntarios” de Mompós. Tenían cuatro cañones, ochocientos fusiles, sesenta mil cartuchos, quince baúles de pólvora, catorce cargas de municiones de artillería, carabinas, lanzas y herramientas de zapadores.
En cambio, la división del general Mosquera se componía originalmente de 3.000 soldados y había estado ocupada hasta marzo pacificando la provincia del Socorro. Para cuando Herrán reemplazaba a Márquez como presidente, el 31 de marzo, la división sumaba 1.300 soldados con 1.200 fusiles, 140 tiros de cañón y 45.000 municiones acampados en Bucaramanga y Pamplona.
En Ocaña los jefes revolucionarios celebraron un consejo de guerra y decidieron seguir a Cúcuta, donde llegaron el 18 de marzo. En el camino Carmona se cayó borracho de su caballo y rompió su espada mientras que Nieto fue ascendido a coronel al llegar. Entre tanto, Mosquera salió de Bucaramanga con rumbo a Pamplona sufriendo de falta de suministros y constantes deserciones. Para ganar tiempo intentó establecer una tregua con Carmona pero éste no respondió sus cartas y es más, avanzó hacia el sur, llegando a Chinácota el 30 de marzo. Los rebeldes acamparon en la hacienda La Tescua, al pie del cerro Santa María y junto al páramo de la Colonia, cerca de Pamplonita. Su objetivo era llegar a Pamplona.

### Enfrentamiento final
La anterior marcha por las montañas frías a las que no estaban acostumbrados había agotado a los revolucionarios. Hubo nuevas deserciones a pesar de los cuatro fusilamientos que hubo en Ocaña como advertencia. Finalmente, Mosquera se enteró de que Carmona se aproximaba por la Cuesta del Fiscal con todo su ejército y se preparó para el combate leyendo la siguiente proclama a su tropa:

Compañeros y amigos: los rebeldes acaudillados por el exgeneral Carmona... se encontrarán aquí con los vencedores de Juanambú, Buesaco, Chaguarbamba, Malpachico, Huilquipamba y Aratoca... Ahora Venezuela os observa, el alma de Neira os contempla desde el cielo: intrépidos como en Aratoca, nada más exijo de vosotros. ¡Camaradas! Ofreced conmigo desde este día un nuevo triunfo a la patria. Saludad al nuevo presidente con un hecho espléndido de armas: invocad el nombre de Herrán, y venceréis. ¡Viva la Constitución! ¡Viva la ley!.

El 30 de marzo, en San Lorenzo, hubo un intercambio de fuego de artillería aunque sin bajas. Ambos ejércitos ocuparon posiciones altas: Carmona sobre unos riscos tras el río Pamplonita, donde se dividían los caminos de Chinácota y Bochalema, y con la casa patronal de la hacienda como base; Mosquera sobre un largo monte que se perdía en un bosque de guácimos y monterreyes. El día siguiente ambos ejércitos se limitaron a vigilarse mutuamente.
Pero aprovechando la niebla y la luna, Mosquera movió una división y una batería de artillería en unas colinas a tiro de fusil del campamento enemigo. A las 06:00 horas del 1 de abril abrieron fuego y en respuesta, el batallón Restauradores envió 130 soldados a la posición enemiga (20 eran reclutas de Mompós que formaban en guerrilla) y 80 artilleros servían tres piezas en otra colina. El resto de la columna de Mompós y dos compañías del Restauradores (450 combatientes) más el Estado Mayor se atrincheraron en la casona patronal. Se dejó a Nieto la transmisión de órdenes a las distintas unidades.
El gobierno atacó la casa con tres compañías mandadas por el coronel José Acevedo pero por otro flanco avanzaron dos compañías de húsares dirigidas por el coronel Manuel Mutis. Inhabilitada la artillería por la cambiante situación, se ordenó a los húsares desmontar y luchar con sus lanzas contra las cargas de bayonetas. Pasadas dos horas de lucha intensa, el general Mosquera, acompañado del coronel Joaquín Barriga, tuvieron que ponerse detrás de sus propias líneas para impedir más deserciones (una cincuentena de soldados huyó en cuanto empezó el combate).
Por el otro bando, con sable en mano los oficiales de Carmona hacían avanzar a sus efectivos al combate, aunque muchos quedaban atrás y pocos llegaban al frente de batalla. De nada sirvió el aguardiente con pólvora que les habían servido en la madrugada y finalmente los rebeldes estaban retrocediendo en desorden hasta quedar confinados defendiendo la casona, así que su general ordenó cesar el fuego y retirarse.
En esos momentos Nieto se dirigió al flanco que estaba luchando con los húsares de Mutis, ordenando el cese del fuego. El coronel Mutis se aproxima solo y abriendo los brazos en señal de paz pero un disparo solitario le llega en la cabeza, matándolo, y provocando que los gubernamentales vuelvan a abrir fuego. Al final, mientras Nieto golpeaba con el plano de su sable al soldado que disparó por traicionero los húsares los rodean y capturan. Al mismo tiempo, Carmona sale herido en la cabeza con 800 supervivientes hacia el cerro Santa María, siguiendo la retirada hasta Táchira y Maracaibo donde buscan alguna embarcación para volver a la Nueva Granada. Unos pocos se retiran a Mompós por los caminos perdidos de Ocaña, Puerto Nacional y Papayal.

## Consecuencias
Nieto cayó prisionero en la lucha y es enviado a Bogotá con otros oficiales; el resto de los prisioneros queda en Pamplona. El coronel Buitrago muere en el combate. La batalla reanimó al gobierno y sus partidarios, quitando la iniciativa a los rebeldes en el norte. Mosquera ocupó Ocaña y se hizo con el control del Magdalena tomando Puerto Nacional. Carmona huyó a Venezuela, pero pronto regresó por Santa Marta el 14 de mayo con tres goletas que llevaban los restos de su ejército. Mosquera volvió con 2.000 de sus soldados en la capital y dejó el resto en el norte a cargo del general Martiniano Collazos.
El gobierno se centró en el territorio entre el Magdalena y la cordillera Central, específicamente Antioquia y Cauca. El nuevo presidente, Pedro Alcantara Herrán, reorganizó al ejército en cuatro divisiones: la 1ª estaría a cargo de Mosquera y se dirigiría al Cauca; la 2ª la mandaría Collazos y se ocuparía de Vélez, Socorro, Pamplona, Ocaña, Mompós y Santa Marta; la 3ª se entregó al general Joaquín Posada Gutiérrez, quien aseguraría Neiva y los cruces por la cordillera Central; y la 4ª la mandaría París y sería responsable de Bogotá, Antioquia y el valle medio del Magdalena.